# Udo Schild
Udo Schild (* 27. Februar 1963 in Köln-Worringen) ist ein deutscher Jazz- und Soul-Sänger, Gitarrist und Songwriter, der auch unter den Pseudonymen Leon Delray und Barry Tenderloin tätig war.
Schild, der als Jugendlicher autodidaktisch Gitarre lernte und in lokalen Bands spielte, begann 1985 zu singen. Unter dem Pseudonym Leon Delray war er ab 1989 als Sänger und Gitarrist der Soul-Cover-Band Soul-Suckers aktiv und hatte einen Plattenvertrag bei verabra; erst 1992 entstand das Debütalbum I'm Still Waitin (1993 veröffentlicht). Im selben Jahr entstand für das ZDF eine Fernsehproduktion mit ihm, der RIAS-Bigband, Till Brönner und Barbara Dennerlein. Ein zweites Album (gleichfalls unter Pseudonym) erschien 1995. Ab 1997 veröffentlichte er Alben unter eigenem Namen. Als Komponist und Texter war er auf den beiden ersten Alben von Max Mutzke vertreten. Auf dem ersten Album von Max Mutzke spielte er auch die Gitarre ein zu den Songs Catch Me If You Can und You (acoustic version). Unter dem Pseudonym Barry Tenderloin sang Schild Stefan Raabs Ballade Let's Make a Baby für den Erfolgsfilm (T)Raumschiff Surprise von Michael Herbig.

## Diskographische Hinweise
- Leon Delray I'm Still Waitin'  (1993 verabra, ammc, mit Wolfgang Loos, Andreas Weiser, Michael Rodach, Charlie Mariano, Eddie Hayes, Robert Teigeler, Horst Zaunegger, Stefi Marcus, Donna Renee, Bernd Kegel, Kamalesh Maltra, Ron Randolph)
- Leon Delray Autumn in June (1995 microphone, mit Alex Vesper, Roland Peil, Holger Schach, Horst Zaunegger, Karsten Scheunemann, Till Brönner, Heather Sacks und Christina Lux)
- Morning (1997, mit Claudius Valk, Michael Heupel, Xaver Fischer, Volker Heinze, Bert Smaak, Roland Peil sowie Christian von Kaphengst)[1]
- Solo/Duo (Meyer Records 2006, mit Xaver Fischer)
- It Ain't Over Now (Prudence 2012, mit Xaver Fischer, Dirk Ferdinand, Sascha Delbrouck, Christian von Kaphengst, Michael Heupel, Roland Peil und Christian Fehre (nominiert für den Preis der deutschen Schallplattenkritik))[2]
- Udo Schild SpaceSound Trio LIVE (Prudence 2014, mit Xaver Fischer und Roland Peil)
- Udo Schild & Unplugged Jazz Band Live at Kölner Philharmonie 1999 (Meyer Records 2017, mit Xaver Fischer, Volker Heinze, Michael Heupel, Roland Peil, Bert Smaak, Ansgar Buchholz und Claudius Valk)